# Chondrocladia clavata
Chondrocladia clavata är en svampdjursart som beskrevs av Ridley och Arthur Dendy 1886. Chondrocladia clavata ingår i släktet Chondrocladia och familjen Cladorhizidae.
Artens utbredningsområde är havet kring Fiji. Inga underarter finns listade i Catalogue of Life.